# Число Вудала
В теории чисел число Вудала (Wn) — любое натуральное число вида
{\displaystyle W_{n}=n\cdot 2^{n}-1}
для некоторого натурального n. Несколько первых чисел Вудала:
1, 7, 23, 63, 159, 383, 895, … последовательность A003261 в OEIS.
Числа Вудала были впервые изучены Алланом Дж. Каннингемом и Г. Дж. Вудалом в 1917, воодушевлённые более ранними исследованиями Джеймса Каллена подобным образом определённых чисел Каллена. Числа Вудала странным образом проявились в теореме Гудстейна.
Числа Вудала, являющиеся простыми числами, называются простыми числами Вудала. Несколько первых экспонент n, для которых соответствующие числа Вудала Wn простые:
2, 3, 6, 30, 75, 81, 115, 123, 249, 362, 384, … последовательность A002234 в OEIS.
Сами же простые числа Вудала образуют последовательность:
7, 23, 383, 32212254719, … последовательность A050918 в OEIS.
В 1976 году Христофер Хулей (англ. Christopher Hooley) показал, что почти все числа Каллена составные. Доказательство Кристофера Хулей было переработано математиком Хирми Суяма чтобы показать, что оно верно для любой последовательности чисел {\displaystyle n\cdot 2^{n+a}+b}, где a и b целые числа, и частично также для чисел Вудала. Предполагают, что существует бесконечно много простых чисел Вудала. По состоянию на октябрь 2018 года наибольшее известное простое число Вудала — {\displaystyle 17016602\cdot 2^{17016602}-1}. Оно имеет 5122515  цифр и было найдено Диего Бертолотти (Diego Bertolotti) в 2018 в проекте распределённых вычислений PrimeGrid.
Подобно числам Каллена, числа Вудала имеют много свойств делимости. Например, если p простое число, то p делит
{\displaystyle W_{(p+1)/2}}, если символ Якоби {\displaystyle \left({\frac {2}{p}}\right)} равен +1 и
{\displaystyle W_{(3p-1)/2}}, если символ Якоби {\displaystyle \left({\frac {2}{p}}\right)} равен −1.
Обобщённое число Вудала определяется как число вида {\displaystyle n\cdot b^{n}-1}, где n + 2 > b. Если простое число можно записать в таком виде, его называют обобщённым простым числом Вудала.